# Arosa (Grisones)
Arosa es una comuna suiza del cantón de los Grisones, situada en la región de Plessur. Limita al norte con las comunas de Molinis, Peist y Langwies, al este y sureste con Davos, al sur con Schmitten, Alvaneu, Lantsch/Lenz y Vaz/Obervaz, y al occidente con Tschiertschen-Praden.
El 1 de enero de 2013, las antiguas comunas de Calfreisen, Castiel, Langwies, Lüen, Molinis, Peist y Sankt Peter-Pagig se fusionaron en la comuna de Arosa.

## Demografía
| Evolución | Evolución |
| Año       | Población |
| --------- | --------- |
| 1930      | 3.466     |
| 1970      | 2.717     |
| 1980      | 2.782     |
| 1990      | 2.271     |
| 2000      | 2.771     |
| 2003      | 2.294     |